# قناة هنا بغداد
قناة هنا بغداد الفضائية هي قناة تلفزيونية فضائية عراقية تأسست في عام 2012 وتبث من بغداد حيث يقع مقرها الرئيسي فيها.  تتضمن هنا بغداد عدة برامج منوعة منها البرامج الإخبارية والدراما والبرامج الكوميدية. أكتسبت قناة هنا بغداد شعبية كبيرة بعدما بثت برنامج «ولاية بطيخ».

## مميزات القناة
- تبث القناة على مدار 24 ساعة بشكل مجاني وبدون تشويش أو تقطيع.
- تعرض قناة هنا بغداد الأخبار الجارية والحصرية فور وقوعها وتطلع الجمهور على كل ما هو جديد بشكل مستمر.
- تسلط قناة هنا بغداد الضوء على الأحداث والقضايا التي تشغل بال الجمهور.
- تهتم قناة هنا بغداد بالتعرف على احتياجات الجمهور والتواصل معهم من خلال صفحاتها على مواقع التواصل الإجتماعي فيسبوك وتويتر.[2]

## البرامج
من أهم برامج القناة التي تعرض على شاشتها:
- «برنامج هذا الصباح»
- «برنامج من الواقع» من تقديم علي عذاب
- «قبل المنتصف»
- «حديث الناس»
- «السلامة للجميع»
- «حوار التاسعة»
- «حديث الناس» تقديم ماجد سليم
- «وجهاً لوجه»
- والعديد من البرامج الحوارية الأخرى.

## التوفر
القناة متاحة لجمهورها العربي في جميع أنحاء العالم، حيث تبثّ القناة برامجها عبر الأقمار الصناعية عربسات ونايل سات وهوتبيرد، كما يتوفر البثّ الحي على الإنترنت عبر موقع القناة الألكتروني.

## التردد
تردد القناة على قمر نايل سات:
- التردد: 11957 ميغاهرتز
- الدرجة: 7 غرب
- القطبية: أفقي
- معدل الترميز: 27500
- معامل تصحيح الخطأ: 5/6

## وصلات خارجية
- الموقع الرسمي لقناة هنا بغداد